# Мошер, Лорен
Ло́рен Ри́чард Мо́шер (англ. Loren Richard Mosher) (3 сентября 1933, Монтерей — 10 июля 2004, Берлин) — американский психиатр:21, профессор психиатрии, эксперт по шизофрении, директор Центра исследований шизофрении в Национальном институте психического здоровья (1968—1980). Всю свою профессиональную карьеру посвятил поиску более гуманного и эффективного метода лечения людей с диагнозом шизофрения и способствовал разработке для лиц, у которых впервые выявлен острый психоз, модели новаторского немедикаментозного небольничного лечения, проводимого по месту жительства и аналогичного домашнему.

## Биография
Лорен Мошер родился 3 сентября 1933 года в Монтерее, штат Калифорния. Один из его родителей был преподавателем, а другой — судостроителем. Мошер получил степень бакалавра в Стэнфордском университете и степень доктора медицины в Гарвардском университете. По окончании медицинского факультета Гарвардского университета занял должность научного сотрудника в Национальном институте психического здоровья США (НИПЗ), где в возрасте 34 лет стал директором его нового Центра исследований шизофрении и занимал эту должность на протяжении двенадцати лет:21. В период пребывания в этой ключевой должности он выступил учредителем и редактором журнала «Schizophrenia Bulletin», до сих пор остающегося одним из ведущих журналов для исследователей психозов:21.

### Поездка в Кингсли-холл

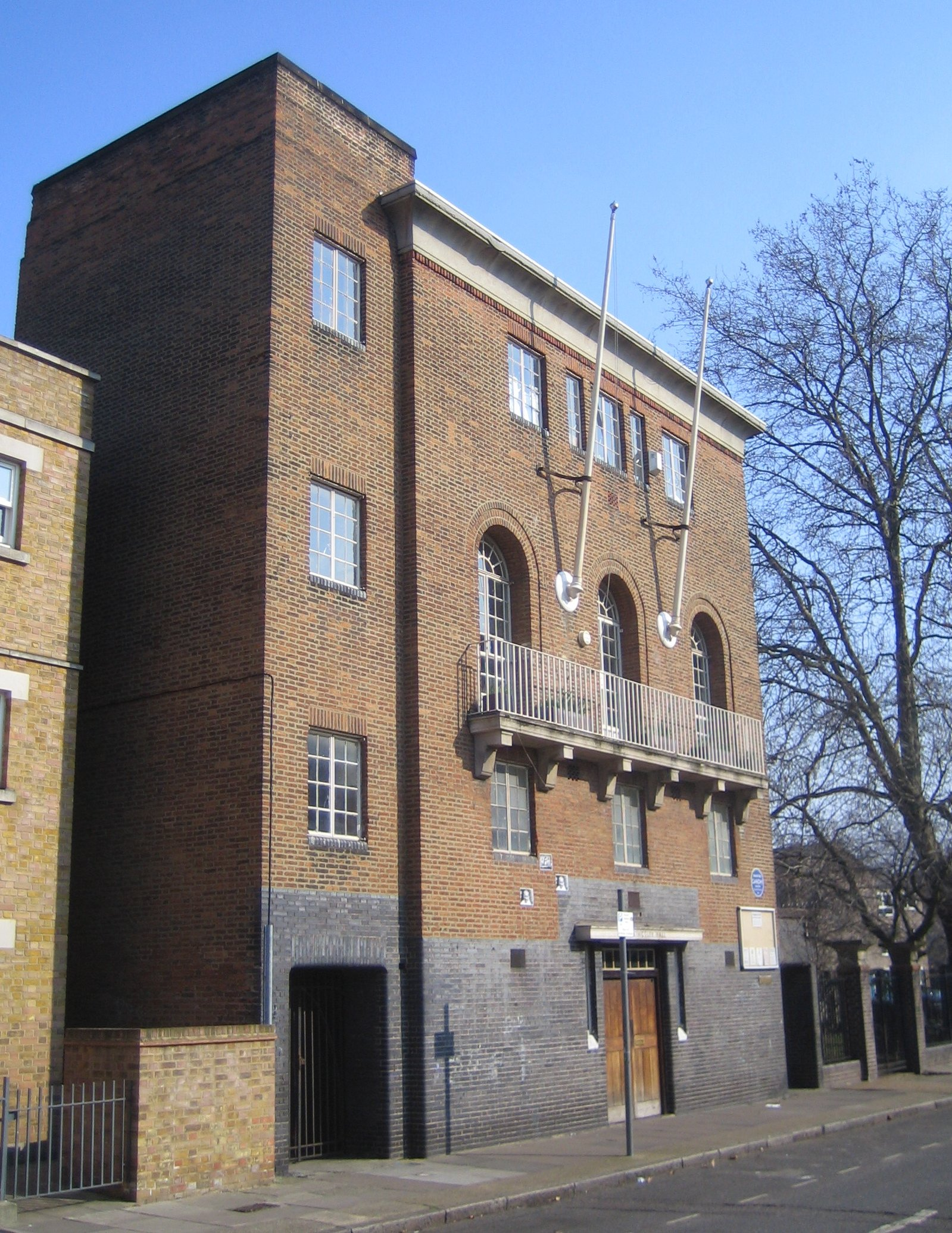
Кингсли Холл, место создания терапевтической общины Р. Д. Лэйнга и место проведения его эксперимента

Летом накануне своего вступления в должность директора Центра Мошер съездил в Лондон и посетил Кингсли-холл — терапевтическую общину, созданную инакомыслящим британским психиатром Рональдом Лэйнгом, который стал подвергать серьёзной критике представителей своей собственной профессии:21. Лэйнг утверждал, что психоз иногда может быть благотворным трансцендентальным опытом и что пациенты при наличии соответствующей поддержки могут оказаться способны найти путь через своё безумие, выходя на другом конце пути более сильными, более творческими личностями:22. Мошер был заинтригован, даже если не всецело покорён идеями Лэйнга, но обеспокоен хаотичным методом, который они претворяли в жизнь:22. Здание Кингсли-холла, где небольшой группе людей с психозом оказывали поддержку без медикаментозной терапии, находилось в запущенном состоянии, повседневная жизнь общины была организована плохо, возникали проблемы с приготовлением еды и с финансами:176. Мошер безошибочно предугадал, что проживавшие там вскоре окажутся в конфликте с местным населением:22. Возвращаясь в Соединённые Штаты, он размышлял над тем, что произошло бы, если бы был создан более организованный вариант Кингсли-холла:22. Благодаря своей новой должности в НИПЗ он оказался в уникальной ситуации, позволившей ему заняться этим вопросом:22.

### Сотерия
Мошер нашёл построенный без определённого плана двухэтажный дом в бедном районе Сан-Хосе, Калифорния:22. Рассчитанный на шесть жильцов и двух занятых полный рабочий день сотрудников, которым помогали занятые неполный рабочий день сотрудники и волонтёры, дом, известный как «Сотерия» (от греческого слова «освобождение»), был открыт в апреле 1971 года:22. Он действовал в период с 1971 по 1983 год:151.
Участвующие в эксперименте, в основном молодые люди, посещали психиатрические службы экстренной медицинской помощи в области залива Сан-Франциско:22. Для того чтобы принять участие в проекте, они должны были не состоять в браке и страдать от первого или второго эпизода психоза:22. Половину участников Мошер направил на обычную терапию в местные психиатрические отделения, где они получали медикаментозное лечение, а половину — в Сотерию:22.
В среднем проживающие находились в Сотерии пять месяцев, хотя большинству становилось существенно лучше к концу шестой недели:23. За исключением экстренных случаев, препараты не использовались в течение первых шести недель пребывания проживавшего:22.
Контролируемое исследование, профинансированное Национальным институтом психического здоровья и проведённое Лореном Мошером, продемонстрировало, что психосоциальная помощь в терапевтической среде данного типа даёт результаты равнозначные или лучшие, чем стандартное больничное или амбулаторное лечение, — при не большей стоимости и без опоры на обычные дозировки нейролептиков:100.
Проект «Сотерия» вскоре стал источником конфликта между Мошером и его начальством в НИПЗ:23. На преждевременное сообщение, что проживающие поправляются, начальство отреагировало, подняв вопрос о том, беспристрастно ли проводится исследование (никакой недобросовестной практики как раз не было продемонстрировано, и подход Мошера, как представляется, был безупречно научным):23. В конце концов начальство потребовало, чтобы кто-то иной принял повседневное руководство проектом:23. Мошер согласился на эти требования, но его отношения с работодателями продолжали ухудшаться, и причиной этого отчасти была, без сомнения, его становившаяся всё более и более бескомпромиссной манера критиковать традиционное психиатрическое лечение:23. В конечном счёте отвергнутый и снятый с должности директора Центра исследований шизофрении, Мошер покинул НИПЗ в 1980 году:23. Ещё до этого, в 1977 году при содействии Мошера в Вашингтоне было открыто сообщество «Перекрёсток», где опыт Сотерии был применён в лечении хронически больных. Сообщество «Перекрёсток» существовало около 20 лет и достигло значительных терапевтических успехов:184.
В 1983 году, когда закончилось финансирование, проект «Сотерия» был свёрнут. Проекту «Сотерия» посвящена заключительная глава «Внебольничное немедикаментозное вмешательство при первом психотическом эпизоде», написанная Мошером для книги «Модели безумия», и книга «Сотерия: Сквозь безумие к освобождению». Обе книги вышли в год его смерти.
Считая, что психиатрические больницы, как правило, являются не самыми подходящими местами, в которых приходится пребывать душевнобольным, Мошер указывал их недостатки: авторитарное отношение, ритуал унижения, вызывание и увековечивание беспомощности, ненужная зависимость, навешивание ярлыка, преобладание нужд учреждения над нуждами людей. Мошер полагал, что пропитанная насилием атмосфера психиатрических больниц и регулярное применение токсичных препаратов несовместимы с восстановлением здоровья. Жанна Ленцер отмечает, что у Мошера был гораздо более богатый нюансами взгляд на применение препаратов, чем обычно предполагают. Далёкий от того, чтобы отказываться от препаратов полностью, он настаивал на том, чтобы они использовались как последнее средство и в гораздо более низких дозировках, чем ныне принято в Соединённых Штатах.

### Жизнь после прекращения проекта «Сотерия»
Позже Мошер преподавал психиатрию в Военно-медицинском университете в Бетесде, штат Мэриленд; затем, оставив этот университет, в 1988 году стал директором системы психиатрической помощи в округе Монтгомери. Открыл в Роквилле кризисный центр — Маколифф-дом (англ. McAuliffe House), созданный по принципам Сотерии и оказавшийся столь же эффективным, как и терапия в обычной психиатрической больнице, при том что лечение обходилось в нём на 40 % дешевле:184.
Мошер занимал кафедры и руководил программами в сфере психического здоровья на восточном и западном побережьях США. Также он руководил своей собственной консалтинговой компанией «Сторонники Сотерий», занимавшейся консультированием в сфере психического здоровья, научно-исследовательской работы и судебной психиатрии. Он опубликовал более 100 статей и обзоров, явился редактором или соавтором нескольких книг, включая книгу «Общественная психиатрия: Практическое руководство».
В период распространения риталина, относящийся к 1990-м годам, Мошера часто представляли как выразителя особого мнения по этому поводу во множестве статей.
В течение долгих лет Мошер тесно работал со многими выступающими в защиту своих интересов общественными организациями, включая организацию пострадавших в психиатрических больницах «MindFreedom International».
В 1996 году д-р Мошер переехал из Вашингтона в Сан-Диего. В период между 1996 и 1998 годами был клиническим директором системы оказания психиатрической помощи округа Сан-Диего. Занимал должность профессора клинической психиатрии в медицинском колледже Сан-Диего в Университете Калифорнии.
В 1998 году в знак протеста против наблюдаемой им коррупции, поразившей Американскую психиатрическую ассоциацию (АПА) из-за её вовлечённости в сферу фармацевтической промышленности, Мошер уволился из АПА, которую назвал «козлом отпущения фармацевтических компаний»:125.
Брак Мошера с Айрин Карлетон Мошер закончился разводом.
Мошер скончался 10 июля 2004 года в Берлине, проходя экспериментальный курс противораковой терапии.

## Архив Мошера
Мошер является автором и соавтором четырёх книг и более чем сотни статей, напечатанных в различных журналах. Архив Мошера, содержащий всё его творческое наследие, включая биографические материалы, переписку, статьи и письменные работы, отчёты, интервью, фотографии и аудиовизуальные материалы, хранится в библиотеках Стэнфордского университета, который принимает запросы о предоставлении доступа к данным материалам.